# Slap (Czarnogóra)
Slap (cyr. Слап) – wieś w Czarnogórze, w gminie Danilovgrad. W 2011 roku liczyła 50 mieszkańców.